# Känsloregler
Känsloregler (engelska: feeling rules) är socialt delade normer som påverkar hur människor försöker känna i givna sociala relationer. Konceptet introducerades 1979 av den amerikanska sociologen Arlie Russell Hochschild. I sin bok The Managed Heart: Commercialization of Human Feeling (1983) diskuterar hon fenomenet mer detaljerat, inte minst i samband med arbetslivet för flygvärdinnor och personer som i tjänsten driver in skulder.
Hochschild har hämtat inspiration för sitt begrepp från sociologen Erving Goffmans forskning, liksom från arbetsforskaren harry Braverman. Det gäller bland annat diskussionen omkring de dramaturgiska behov och det känslomässiga arbete som krävs för arbete inom (den personliga) tjänstesektorn, där arbetare behöver kunna "uttrycka" vissa roller enligt specifika känslomässiga regler (exempelvis "vänlig och pålitlig"). Hon har noterat att kvinnor i högre grad än män tenderar att arbeta inom sådana yrken, och därför kan en analys av känsloregler vara särskilt viktig för att förstå könsbaserade dimensioner inom arbetslivet. Diskussionerna i The Managed Heart har senare utvecklats vidare i Hochschilds senare analyser omkring kvinnors arbete – både avlönat och oavlönat – exempelvis i The Commercialization of Intimate Life (2003).
Studiet av känsloregler ingår i det bredare forskningsfältet som fått namnet emotionssociologi. Där spelar socialisering en viktig roll i hur människor upplever, tolkar och uttrycker känslor, inklusive i situationer som väcker en mängd olika eller motstridiga känslor. Alla människor lär sig vissa känsloregler, men dessa kan skilja sig åt mycket beroende på den sociala miljö man växer upp i, ens sociala position och identitet, inklusive kön/genus, etnisk identitet och socioekonomisk status.